# Agnus Dei (film 1971)
Agnus Dei (Égi bárány) è un film del 1971 diretto da Miklós Jancsó.